# Arhysosage
Arhysosage is een geslacht van vliesvleugelige insecten uit de familie Andrenidae

## Soorten
- A. atrolunata Engel, 2000
- A. bifasciata (Friese, 1908)
- A. cactorum Moure, 1999
- A. flava Moure, 1958
- A. ochracea (Friese, 1908)
- A. zamicra Engel, 2000